# Nicolás Omar Freire
Nicolás Omar Freire (n. Santa Lucía, San Juan, Argentina; 18 de febrero de 1994) es un futbolista profesional argentino que se desempeña como defensa central, actualmente juega para el  Club Atlético Independiente de la Primera División Argentina. Es hijo de Omar Freire, exjugador de fútbol.

## Trayectoria

### Argentinos Juniors
Fue un exponente juvenil del club aunque comenzó formándose en la Unión Social y Deportiva Bowen. Se unió al primer equipo en julio de 2012. Hizo su debut en el equipo durante la temporada 2012/13 y llegó a ser capitán del equipo. En total jugó 93 partidos y marcó 4 goles. 

### Atlético Torque
En julio de 2017, el central fue adquirido por el Club Atlético Torque, perteneciente al City Football Group, compañía relacionada al Manchester City. El pase se hizo en un monto cercano a los 325 mil dólares.

### PEC Zwolle
Una vez confirmada su venta al club uruguayo, se comunicó la cesión del jugador al PEC Zwolle, donde se afianzó como defensor titular del equipo revelación de la Eredivisie 2017-18.

### Palmeiras
El 25 de junio de 2018, fue cedido a préstamo al Palmeiras por un año. 
El 17 de enero de 2019 rescindió su contrato sin haber disputado ningún partido oficial con el club, participando solamente en un amistoso.

### LDU Quito
Fue contratado por la LDU de Quito para la temporada 2019.

### Pumas UNAM
Después de dos aventuras cortas por Brasil y Ecuador, firmó para el Club Universidad Nacional de la Primera División de México donde jugó el torneo de Apertura 2019.

### Olympiakos
Llega cedido por una temporada al Olympiakos F. C. de Grecia luego de su paso por el cuadro Mexicano.

### Inter Miami
El 23 de enero del 2024, es presentado como jugador del Inter Miami en calidad de préstamo, equipo el cual es capitaneado por Lionel Messi.
El 18 de mayo sufrió una lesión del ligamento cruzado anterior (LCA) que lo dejó fuera por el resto de la temporada.

### Club Atlético Independiente
El 1 de enero de 2025, regresó a Argentina para incorporarse al Independiente en calidad de préstamo por una temporada.

## Clubes
| Club               | País           | Año       | PJ  | Goles |
| ------------------ | -------------- | --------- | --- | ----- |
| Argentinos Juniors | Argentina      | 2012-2017 | 93  | 4     |
| CA Torque          | Uruguay        | 2017      | 0   | 0     |
| PEC Zwolle         | Países Bajos   | 2017-2018 | 21  | 1     |
| SE Palmeiras       | Brasil         | 2018      | -   | -     |
| Liga de Quito      | Ecuador        | 2019      | 13  | 4     |
| Pumas UNAM         | México         | 2019-2023 | 114 | 5     |
| Olympiakos         | Grecia         | 2023      | 9   | -     |
| Inter Miami        | Estados Unidos | 2024      | 7   |       |

## Palmarés

### Títulos nacionales
| Título             | Equipo               | Sede           | Año       |
| ------------------ | -------------------- | -------------- | --------- |
| Serie A            | Palmeiras            | Brasil         | 2018      |
| Copa Ecuador       | Liga De Quito        | Ecuador        | 2018-2019 |
| Supporter's Shield | Inter de Miami C. F. | Estados Unidos | 2024      |